# Liste der Bodendenkmäler in Seeg
Auf dieser Seite sind die Bodendenkmäler in der schwäbischen Gemeinde Seeg zusammengestellt. Diese Tabelle ist eine Teilliste der Liste der Bodendenkmäler in Bayern. Grundlage ist die Bayerische Denkmalliste, die auf Basis des Bayerischen Denkmalschutzgesetzes vom 1. Oktober 1973 erstmals erstellt wurde und seither durch das Bayerische Landesamt für Denkmalpflege geführt wird. Die folgenden Angaben ersetzen nicht die rechtsverbindliche Auskunft der Denkmalschutzbehörde.

## Bodendenkmäler der Gemeinde Seeg

### Bodendenkmäler in der Gemarkung Enzenstetten
| Lage                    | Objekt | Akten-Nr.     | Bild |
| ----------------------- | --- | ------------- | ---- |
| Enzenstetten (Standort) | Frühneuzeitliche Befunde im Bereich der Katholischen Marienkapelle in Dederles.                                 | D-7-8329-0082 |      |
| Enzenstetten (Standort) | Frühneuzeitliche Befunde im Bereich der Katholischen Kapelle Hl. Dreifaltigkeit in Enzenstetten.                | D-7-8329-0085 |      |
| Enzenstetten (Standort) | Frühneuzeitliche Befunde im Bereich der Katholischen Kapelle St. Antonius in Oberreuten.                        | D-7-8329-0098 |      |
| Enzenstetten (Standort) | Mittelalterliche und frühneuzeitliche Befunde im Bereich der Katholischen Kapelle St. Koloman in Schwarzenbach. | D-7-8329-0102 |      |

### Bodendenkmäler in der Gemarkung Hack
| Lage            | Objekt                                                                               | Akten-Nr.     | Bild |
| --------------- | ------------------------------------------------------------------------------------ | ------------- | ---- |
| Hack (Standort) | Frühneuzeitliche Befunde im Bereich der Katholischen Kapelle Mariä Opferung in Hack. | D-7-8329-0087 |      |

### Bodendenkmäler in der Gemarkung Seeg
| Lage            | Objekt | Akten-Nr.     | Bild |
| --------------- | --- | ------------- | ---- |
| Seeg (Standort) | Mittelalterlicher Turmhügel. | D-7-8329-0004 |      |
| Seeg (Standort) | Siedlung vor- und frühgeschichtlicher Zeitstellung.                                                                                 | D-7-8329-0028 |      |
| Seeg (Standort) | Siedlung vor- und frühgeschichtlicher Zeitstellung.                                                                                 | D-7-8329-0029 |      |
| Seeg (Standort) | Grabhügel vorgeschichtlicher Zeitstellung.                                                                                          | D-7-8329-0030 |      |
| Seeg (Standort) | Mittelalterliche und frühneuzeitliche Befunde im Bereich der Katholischen Pfarrkirche St. Ulrich in Seeg und ihrer Vorgängerbauten. | D-7-8329-0068 |      |
| Seeg (Standort) | Frühneuzeitliche Befunde im Bereich der Katholischen Kapelle St. Rochus bei Albatsried mit frühneuzeitlichem Pestfriedhof.          | D-7-8329-0071 |      |
| Seeg (Standort) | Frühneuzeitliche Befunde im Bereich der Katholischen Dreifaltigkeitskapelle in Hitzleried.                                          | D-7-8329-0089 |      |
| Seeg (Standort) | Frühneuzeitliche Befunde im Bereich der Katholischen Filialkirche St. Anna in Kirchthal und ihres Vorgängerbaus.                    | D-7-8329-0091 |      |
| Seeg (Standort) | Frühneuzeitliche Befunde im Bereich der Katholischen Kapelle Mariae Vermählung in Lobach und ihres Vorgängerbaus.                   | D-7-8329-0095 |      |
| Seeg (Standort) | Frühneuzeitliche Befunde im Bereich der Katholischen Kapelle St. Johannes und Paulus in Seeweiler.                                  | D-7-8329-0104 |      |